# Chlorophorus pinguis
Chlorophorus pinguis är en skalbaggsart som beskrevs av Holzschuh 1992. Chlorophorus pinguis ingår i släktet Chlorophorus och familjen långhorningar. Inga underarter finns listade i Catalogue of Life.